# Campeonato Uruguayo de Fútbol Femenino Divisional B
La Divisional B es la segunda categoría del sistema de ligas de fútbol femenino de Uruguay, y es organizada por la Asociación Uruguaya de Fútbol. Comenzó a disputarse en el año 2016.
Hasta 2015 solo hubo una única divisional, pero para la temporada siguiente se dividieron los equipos en dos divisiones, la A, que inicialmente tuvo siete clubes, y la B, con los ocho restantes que se encontraban inscriptos. El campeón asciende a la primera división.

## Historia
El campeonato uruguayo organizado por la Asociación Uruguaya de Fútbol comenzó a disputarse en 1997. Antes ya había actividad de fútbol femenino y otros campeonatos no oficiales. Desde 2016, se comenzó a disputar una segunda categoría.
Durante la temporada 2016 el torneo fue dividido en 2 divisiones con las cuales contará el fútbol femenino: la categoría principal (Divisional A) y la categoría de ascenso (Divisional B).

## Equipos participantes
Información de los equipos que participan en el torneo 2025.
| Club                  | Localía    | Estadio                  | Capacidad | Temporadas | Temporadas consecutivas | Debut | Títulos | 2024                         |
| --------------------- | ---------- | ------------------------ | --------- | ---------- | ----------------------- | ----- | ------- | ---------------------------- |
| Boston River          | Montevideo | -                        | -         | -          | -                       | ?     | 0       | 5° Divisional A (Descendido) |
| Cerro                 | Montevideo | Monumental Luis Tróccoli | 25 000    | 3          | -                       | 2019  | 0       | ?                            |
| Danubio               | Montevideo | -                        | -         | -          | -                       | ?     | 0       | 6° Divisional A (Descendido) |
| Estudiantes del Plata | Canelones  |                          |           | -          | -                       | 2023  | 0       | ?                            |
| Huracán Buceo         |            |                          |           | 1          | -                       | 2017  | 0       | ?                            |
| Juventud              | Canelones  | Parque Artigas           | 12 000    | 5          | 4                       | 2017  | 0       | ?                            |
| La Luz                |            |                          |           | -          | -                       | 2022  | 0       | ?                            |
| Racing                | Montevideo | -                        | -         | -          | -                       | ?     | 0       | 4° Divisional A (Descendido) |
| Rampla Juniors        | Montevideo | Estadio Olímpico         |           | 4          | 4                       | 2019  | 0       | ?                            |
| River Plate           | Montevideo | -                        | -         | -          | -                       | ?     | 0       | ?                            |
| Udelar/ Progreso      | Montevideo | -                        | -         | 6          | -                       | 2016  | 0       | ?                            |

## Campeones

### Títulos por año
| Divisional B de Fútbol Femenino |         |                       |             |             |  |
| Temporada                       | Edición | Campeón               | Resultado   | Subcampeón  |  |
| 2016                            | 1°      | Cutcsa Línea D        | Liga        | Salus       |  |
| 2017                            | 2°      | Liverpool             | 4(4) - 4(2) | San Jacinto |  |
| 2018                            | 3°      | Progreso              | Liga        | Bella Vista |  |
| 2019                            | 4°      | Defensor Sporting     | Liga        | Atenas      |  |
| 2020                            | 5°      | Racing y Club Náutico | Liga        |             |  |
| 2021                            | 6°      | Montevideo Wanderers  | Liga        | San José FC |  |
| 2022                            | 7°      | Montevideo City       | Liga        | Danubio     |  |
| 2023                            | 8°      | San Jacinto Keguay    | Liga        | Canadian    |  |
| 2024                            | 9°      | Bella Vista           | Liga        | Cerrito     |  |

### Títulos por equipo
| Divisional B de Fútbol Femenino |             |                |                  |                     |
| Equipo                          | Campeonatos | Subcampeonatos | Años campeonatos | Años Subcampeonatos |
| San Jacinto                     | 1           | 1              | 2023             | 2017                |
| Bella Vista                     | 1           | 1              | 2024             | 2018                |
| Cutcsa Línea D                  | 1           | 0              | 2016             | -                   |
| Liverpool                       | 1           | 0              | 2017             | -                   |
| Progreso                        | 1           | 0              | 2018             | -                   |
| Defensor Sporting               | 1           | 0              | 2019             | -                   |
| Racing                          | 1           | 0              | 2020             | -                   |
| Club Náutico                    | 1           | 0              | 2020             | -                   |
| Montevideo Wanderers            | 1           | 0              | 2021             | -                   |
| Montevideo City                 | 1           | 0              | 2022             | -                   |
| Salus                           | 0           | 1              | -                | 2016                |
| Atenas                          | 0           | 1              | -                | 2019                |
| San José FC                     | 0           | 1              | -                | 2021                |
| Danubio                         | 0           | 1              | -                | 2022                |
| Canadian                        | 0           | 1              | -                | 2023                |
| Cerrito                         | 0           | 1              | -                | 2024                |